# Даниловка (Аткарский район)
Даниловка — село в Аткарском районе Саратовской области России. Административный центр Даниловского муниципального образования.

## История
Казённая деревня Даниловка была основана в 1750 году (по другим данным — в конце XVII века). Происхождение топонима связано с фамилией одного из первопоселенцев. В 1820 году в Даниловке была возведена каменная однопрестольная церковь колокольней, освящённая во имя Покрова Пресвятой Богородицы (закрыта в 1934 году, до настоящего времени не сохранилась).
В «Списке населённых мест Саратовской губернии по данным 1859 года» населённый пункт упомянут как казённое село Даниловка Аткарского уезда (1-го стана) при реке Лаурзе, расположенная в 12 верстах от уездного города Аткарска. В селе имелось 120 дворов и проживало 211 жителей (470 мужчин и 464 женщины). Населённый пункт находился на просёлочном тракте, ведущем из Аткарска в Сердобск.
В 1886 году в селе имелось 250 домохозяйств и проживало 1584 человека (798 мужчин и 786 женщин), из которых грамотными были 126 человек (123 мужчины и 3 женщины). Имелась школа, в которой обучалось 90 мальчиков и 3 девочки.
Согласно «Списку населённых мест Аткарского уезда» издания 1914 года (по сведениям за 1911 год) в селе Даниловка (Лаурза), являвшейся центром Даниловской волости, имелось 325 хозяйств и проживало 2386 человек (1113 мужчин и 1273 женщины). В национальном составе населения преобладали великороссы. В селе функционировали церковь, министерская и земская школы.
В 1927 году к Даниловке были присоединены близлежащие деревня Ивановка и Игнатьевка.

## География
Село находится в северо-западной части района, в пределах Приволжской возвышенности, на берегах реки Лаверза, на расстоянии примерно 10 километров (по прямой) к северо-западу от города Аткарск. Абсолютная высота — 170 метров над уровнем моря.

Часовой пояс
Село Даниловка, как и вся Саратовская область, находится в часовой зоне МСК+1. Смещение применяемого времени относительно UTC составляет +4:00.

## Население
| 2002 | 2010 |
| ---- | ---- |
| 956  | ↘910 |

Гендерный состав
По данным Всероссийской переписи населения 2010 года в гендерной структуре населения мужчины составляли 47,7 %, женщины — соответственно 52,3 %.
Национальный состав
Согласно результатам переписи 2002 года, в национальной структуре населения русские составляли 84 % из 956 чел.

## Инфраструктура
В селе функционируют основная общеобразовательная школа, детский сад, фельдшерско-акушерский пункт, дом культуры и отделение Почты России.

## Улицы
Уличная сеть села состоит из шести улиц.